# Sistema de alarma

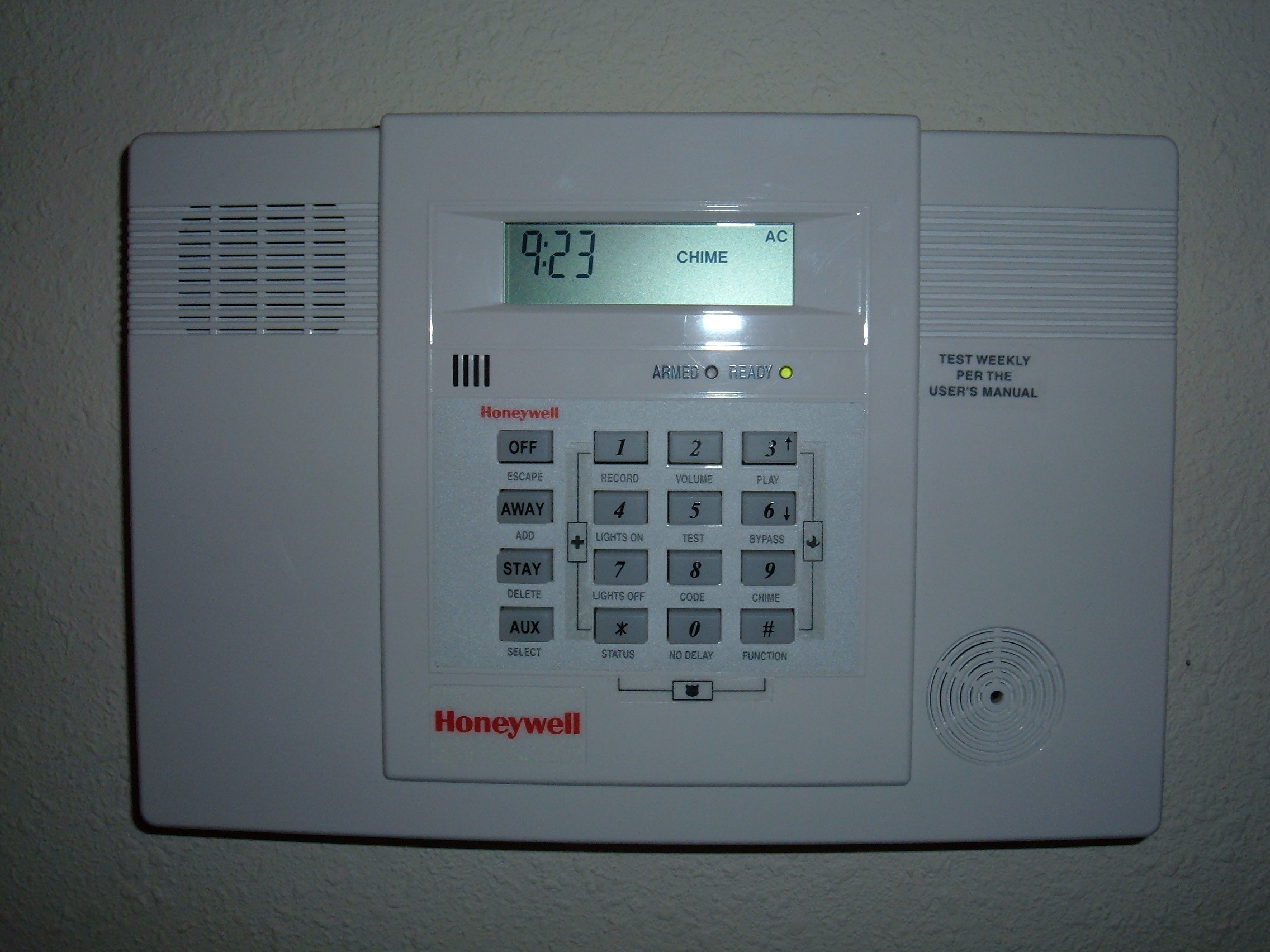
Central de alarma inalámbrica con teclado incorporado Honeywell, basado en el ADEMCO LYNXR-I

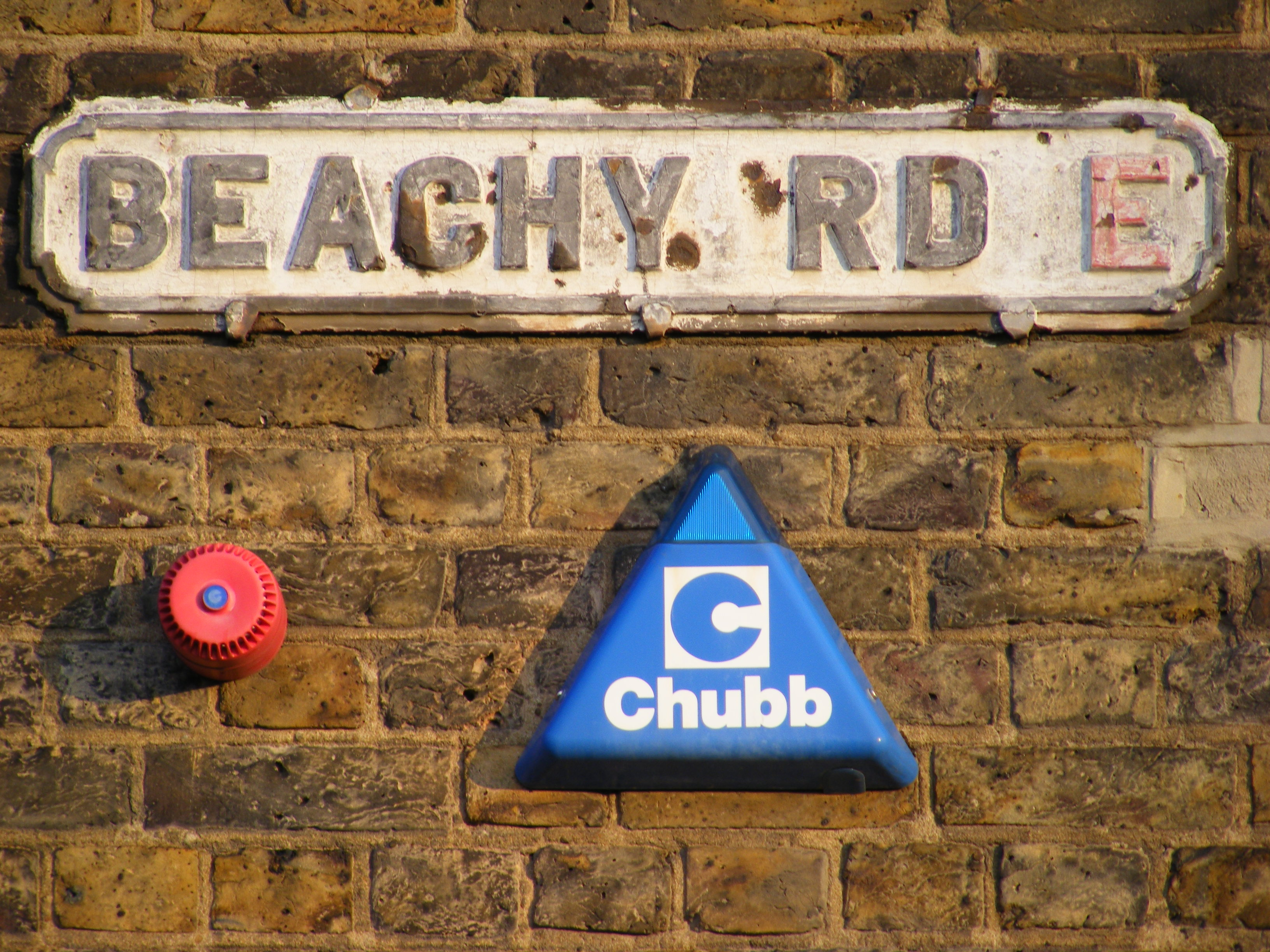
A la izquierda, una sirena exterior de una alarma de incendios. A la derecha, una sirena exterior de una alarma antirrobo

Un sistema de alarma se compone de diferentes elementos o dispositivos electrónicos, que en conjunto, son capaces de detectar y registrar eventos de una situación anormal o de riesgo y producir una señal de alerta para obtener una respuesta de emergencia inmediata. Comúnmente es conocido por ser un componente de seguridad pasiva. Esto significa que, aunque no puede prevenir una situación anormal, sí puede prevenir o reducir riesgos mayores al advertir sobre estos, cumpliendo una función disuasoria frente a posibles problemas. Por ejemplo:
- La intrusión de personas no autorizadas.
- El inicio de un incendio.
- El desbordamiento de un tanque.
- La presencia de agentes tóxicos.
- Cualquier situación anormal.

Estos sistemas pueden reducir el tiempo de respuesta de la policía y otros servicios de emergencia, y facilitar las acciones a tomar según el problema presentado, disminuyendo así las pérdidas.

## Funcionamiento
Una vez que la alarma comienza a funcionar, o se activa dependiendo del sistema instalado, esta puede mandar un mensaje telefónico a uno o varios números. El uso de la telefonía para enviar mensajes de señales o eventos se utilizó desde hace 60 años, pero, desde 2005, con la digitalización de las redes de telefonía, la comunicación deja de ser segura. Actualmente la telefonía es solo un vínculo más y se deben enviar mensajes mediante GPRS a direcciones IP de servidores que ofician de receptores de las señales o eventos. También se utiliza la conectividad propia de las redes IP.
Si se detecta la presencia de humo, calor o monóxido de carbono, el sistema envía un mensaje a la Central Receptora de Alarmas o acciona la apertura de rociadores en el techo para que apaguen el fuego. Si se detecta la presencia de agentes tóxicos en un área, esta puede cerrar las puertas para que no se expanda el problema.
Hay dos tipos de sistemas de alarma:
- Sistemas de alarma alámbricos o cableados: Traen conexiones de entrada para los detectores y (al menos) una de salida para la sirena. Estos sistemas son más complicados de montar y requieren de instalación profesional, pero no necesitan cambio de pilas, son más predispuestos a inhibiciones e interferencias y la distancia entre el panel de control y los detectores puede ser cualquiera (dependiendo de la longitud de los cables).

- Sistemas de alarma inalámbricos: Como indica el nombre, no llevan cables. Esto hace que la instalación sea más rápida, sencilla y limpia, aunque estos sistemas son más propensos a inhibiciones e interferencias, se tendrá que llevar a cabo un mantenimiento para el recambio de pilas y las distancias entre el panel de control y los detectores debe de ser menor.

Uno de los usos más difundidos de un sistema de alarma es advertir del allanamiento en una vivienda o en un local. Los equipos de alarma pueden estar conectados con una Central Receptora de Alarmas (CRA) (también llamada Central de Monitoreo), con el propietario mismo (a través de teléfono o TCP/IP) o bien simplemente cumplen la función disuasoria, activando una sirena local. En la actualidad existen servicios de "monitoreo por Internet" que no utilizan una Central Receptora de Alarmas, sino que utilizan redes compartidas en Internet donde se derivan directamente las señales o eventos a teléfonos inteligentes, tabletas y portátiles conectados a Internet utilizando un navegador de código abierto (por ejemplo, Mozilla Firefox). Estos envían la información directamente a los usuarios o titulares de los servicios, al personal técnico para la reparación de falsas alarmas, a los operadores de monitoreo quienes verifican las señales que requieren de procesamiento humano y/o a la autoridad de aplicación (policía, bomberos, etc.) para el caso de hechos reales donde el estado debe intervenir.
Para la comunicación con una Central Receptora de Alarmas se necesita de un medio de comunicación, como podría serlo la red telefónica básica (RTB) o el canal GPRS de una línea GSM, un transmisor por radiofrecuencia o mediante transmisión TCP/IP que utiliza una conexión de banda ancha ADSL, enlaces TCP/IP inalámbricos y servicios de Internet por medio de un enrutamiento y gestión de cables.

## Componentes
Un sistema de alarma se compone de varios dispositivos conectados a una central procesadora.

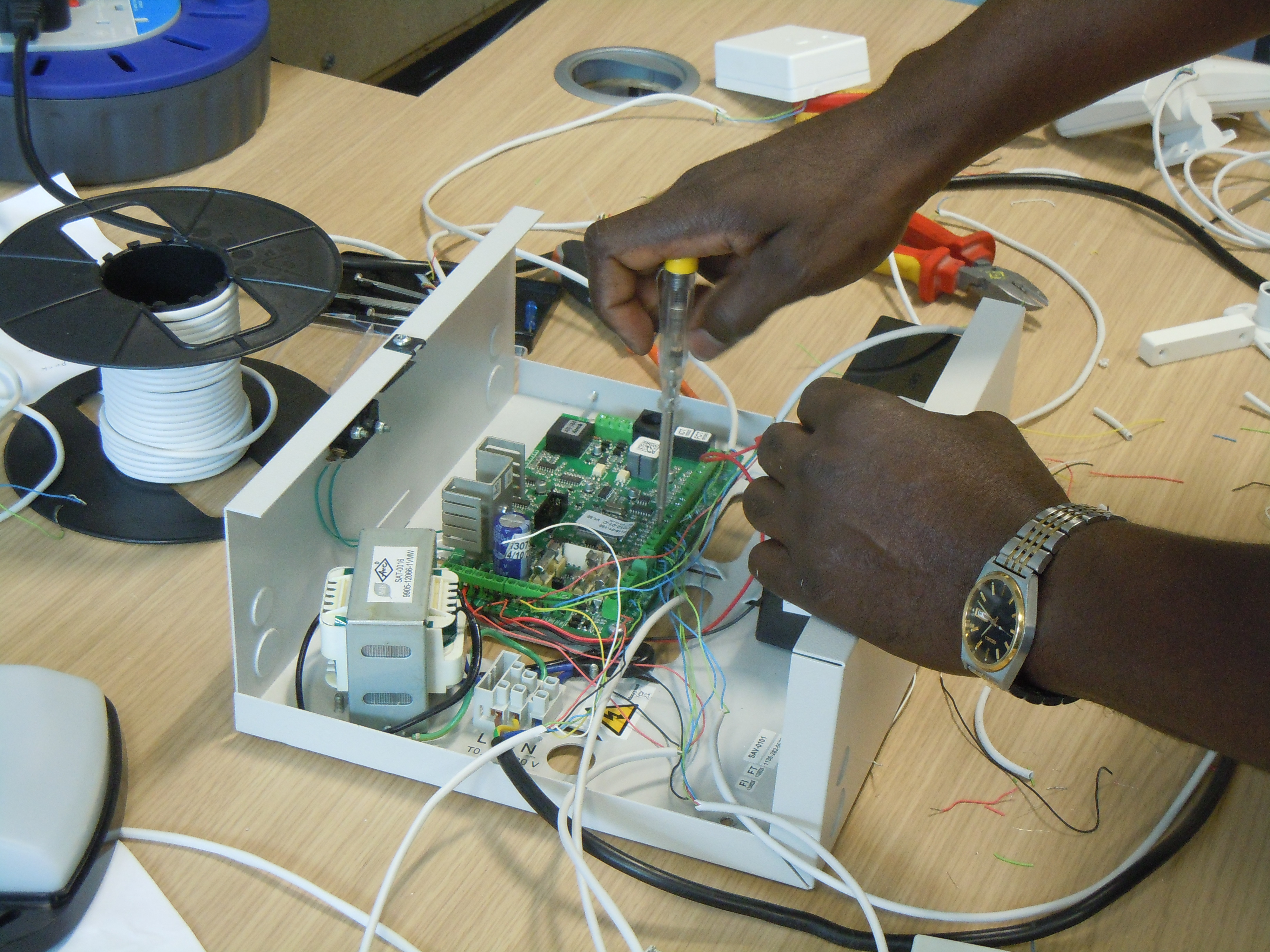
Panel de control

- Central procesadora o panel de control: es la CPU del sistema. En ella se albergan la placa base, la fuente y la memoria central. Esta parte del sistema es la que recibe las diferentes señales que los diferentes sensores pueden emitir, y actúa en consecuencia (disparando la alarma, comunicándose con la Central Receptora de Alarmas, con el propietario del inmueble...) Se alimenta a través de corriente alterna y de una batería de respaldo, que, en caso de corte de energía, esta última le proporcionará al sistema energía eléctrica de forma temporal (dependiendo de la capacidad de la batería).Teclado de alarma

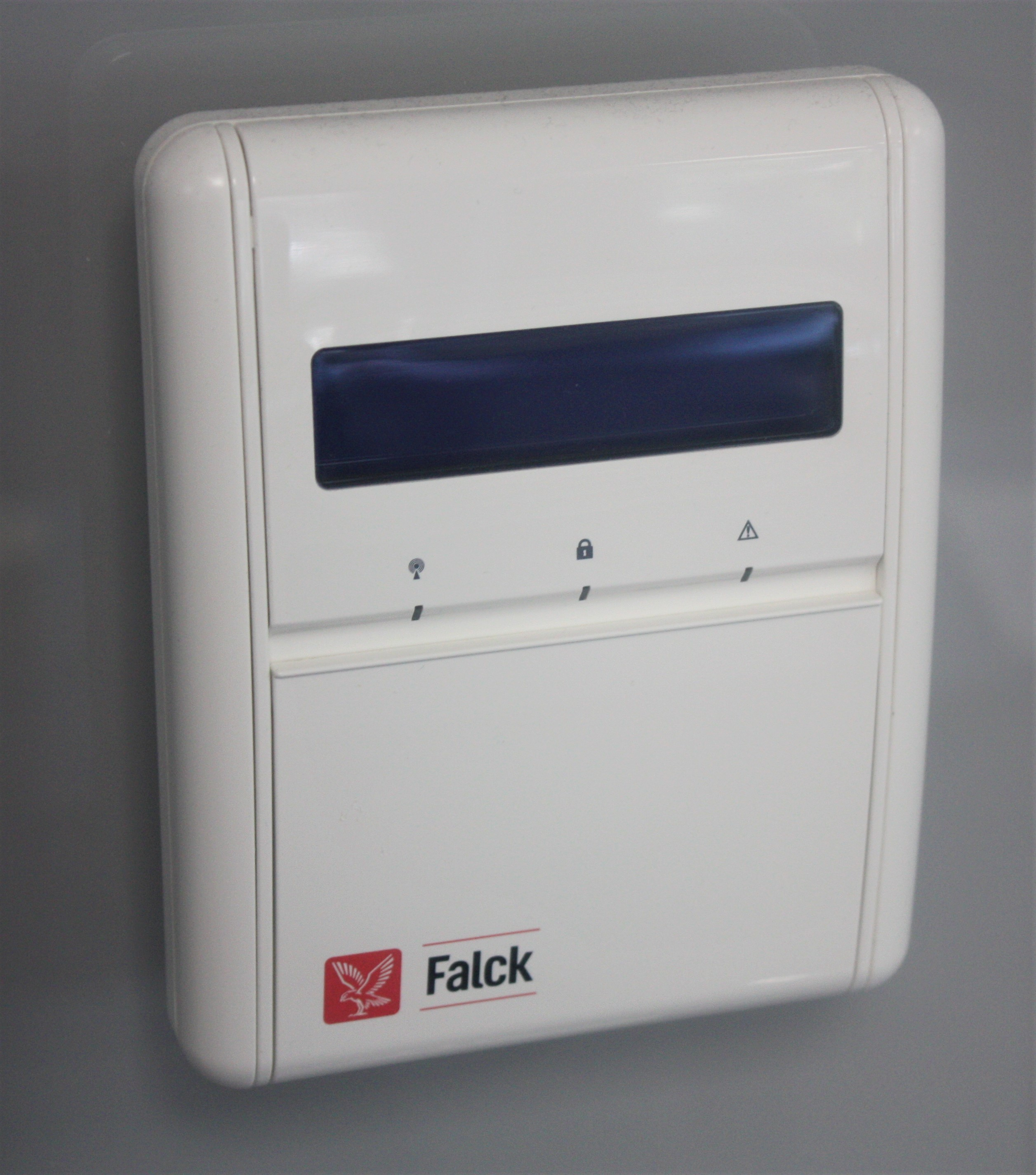
Teclado de alarma

- Teclado: es el elemento más común y fácil de identificar en una alarma. Se trata de un teclado numérico semejante al de un teléfono. Su función principal es la de permitir a los usuarios autorizados (usualmente mediante códigos preestablecidos) armar/activar y desarmar/desactivar el sistema. Además de esta función básica, el teclado puede tener botones de funciones como emergencia médica, SOS, fuego... Por otro lado, el teclado es el medio más común mediante el cual se configura la alarma.

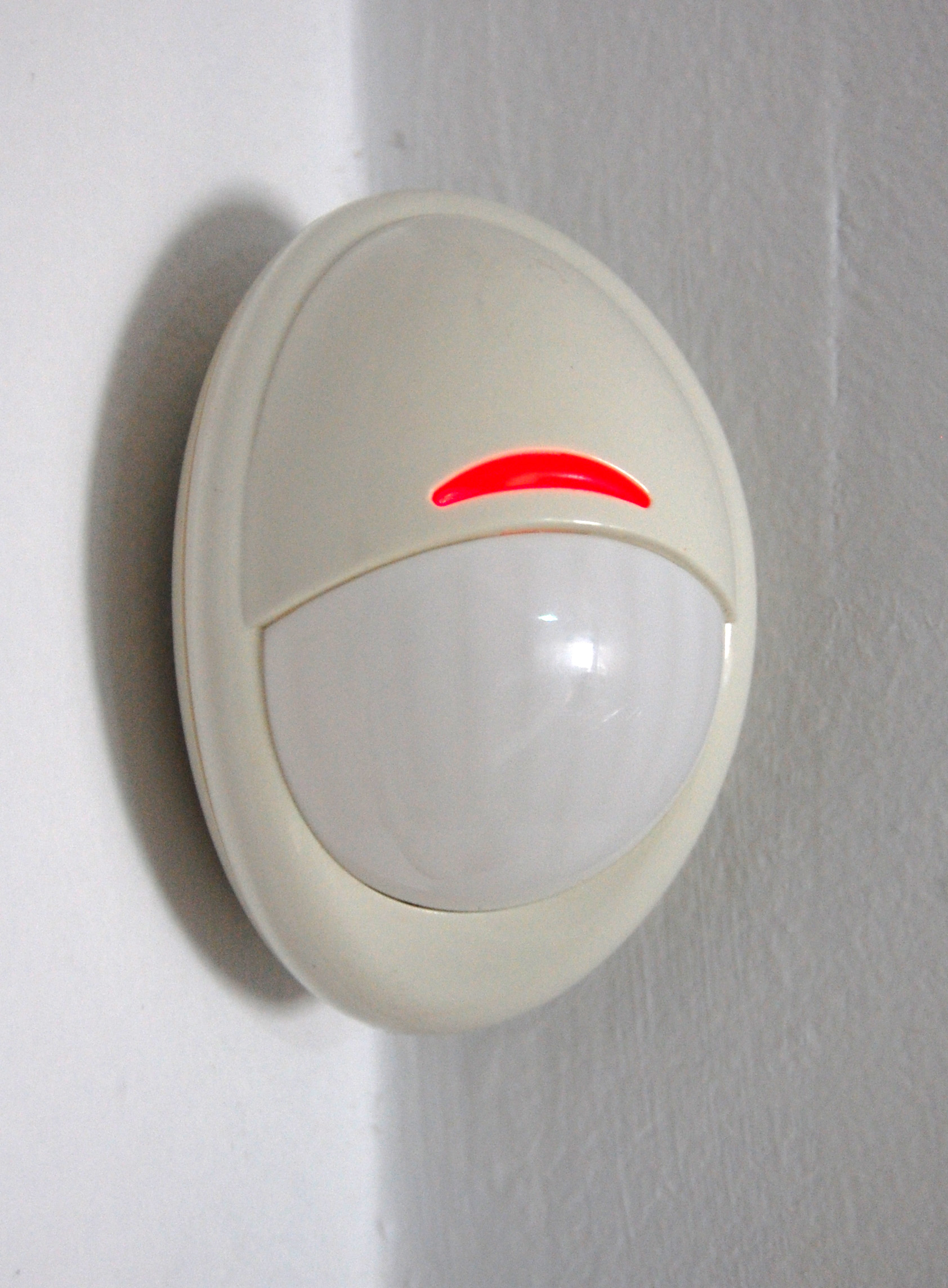
Sensor de movimiento PIR

- Sensores de movimiento: los PIR son detectores que detectan cambios de temperatura en el ambiente, activando así la alarma. El detector de movimiento por sensor de infrarrojos pasivos (PIR) son sensores más sofisticados, pues reconocen la energía infrarroja emitida por el calor de un cuerpo. Estos detectores están diseñados para activar la alarma solo cuando en el campo de detección del sensor hay un cuerpo con mayor radiación infrarroja que el del resto del ambiente. Sin embargo, existen los llamados sensores de movimiento "Dual Tec" o "Doble Tecnología". Estos, además de contar con la tecnología infrarroja, también incorporan sensores de microondas. Dichos sensores emiten señales de microondas continuas, que rebotan en los objetos en su área de detección y regresan al sensor (así, cuando no hay movimiento, las señales reflejadas tienen la misma frecuencia que las señales emitidas, pero, cuando hay movimiento, las señales reflejadas no tienen la misma frecuencia que la de las emitidas). Funcionan según el principio del efecto Doppler. Finalmente, al unir el detector de infrarrojos pasivos con el detector de microondas, se garantiza la reducción de falsas alarmas, ya que estas solo se activarán cuando los dos sensores sean activados a la vez. Los fotodetectores (no confundir con fotodetectores) o "PIRCAM" son aquellos sensores de movimiento que son capaces de captar imágenes mediante una cámara con flash que llevan incorporada. En estos casos, cuando es sensor de movimiento es activado, la cámara capta una serie de fotos y las envía a la Central Receptora de Alarmas y al propietario del inmueble, para así tener una mejor verificación de las alertas. También existen sensores de movimiento 360º, que se instalan en el techo para captar movimiento con un gran ángulo de detección.

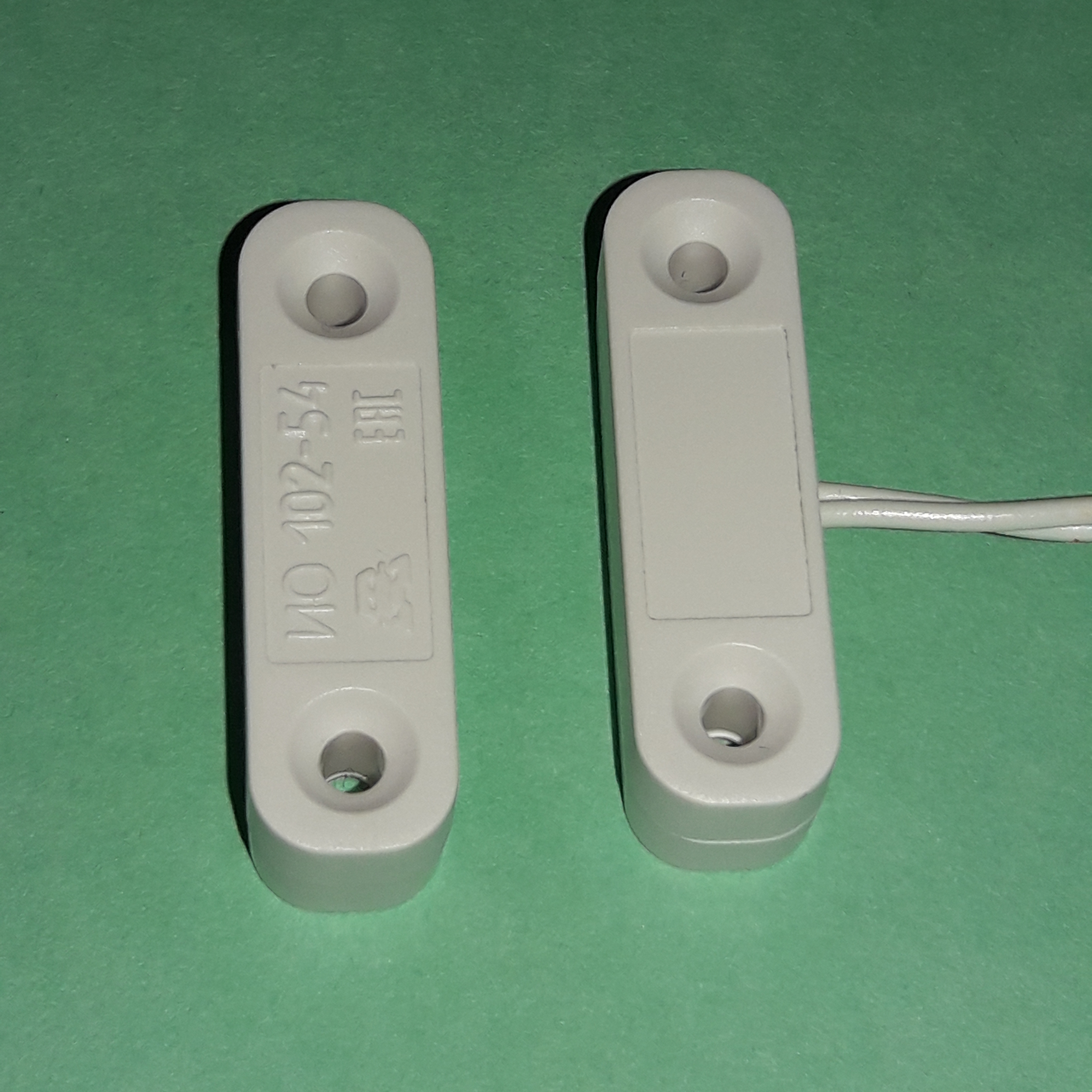
Contacto magnético

- Contacto magnéticoContactos magnéticos o detectores de apertura: se tratan de sensores que forman un circuito cerrado por un imán y un contacto muy sensible que al separarse, cambia el estado (se puede programar como NC (Normalmente Cerrado) o NA (Normalmente Abierto)), provocando así un salto de alarma. Se utilizan en puertas y ventanas, colocando una parte del sensor en el marco y otra en la puerta o ventana misma.Detector de humo

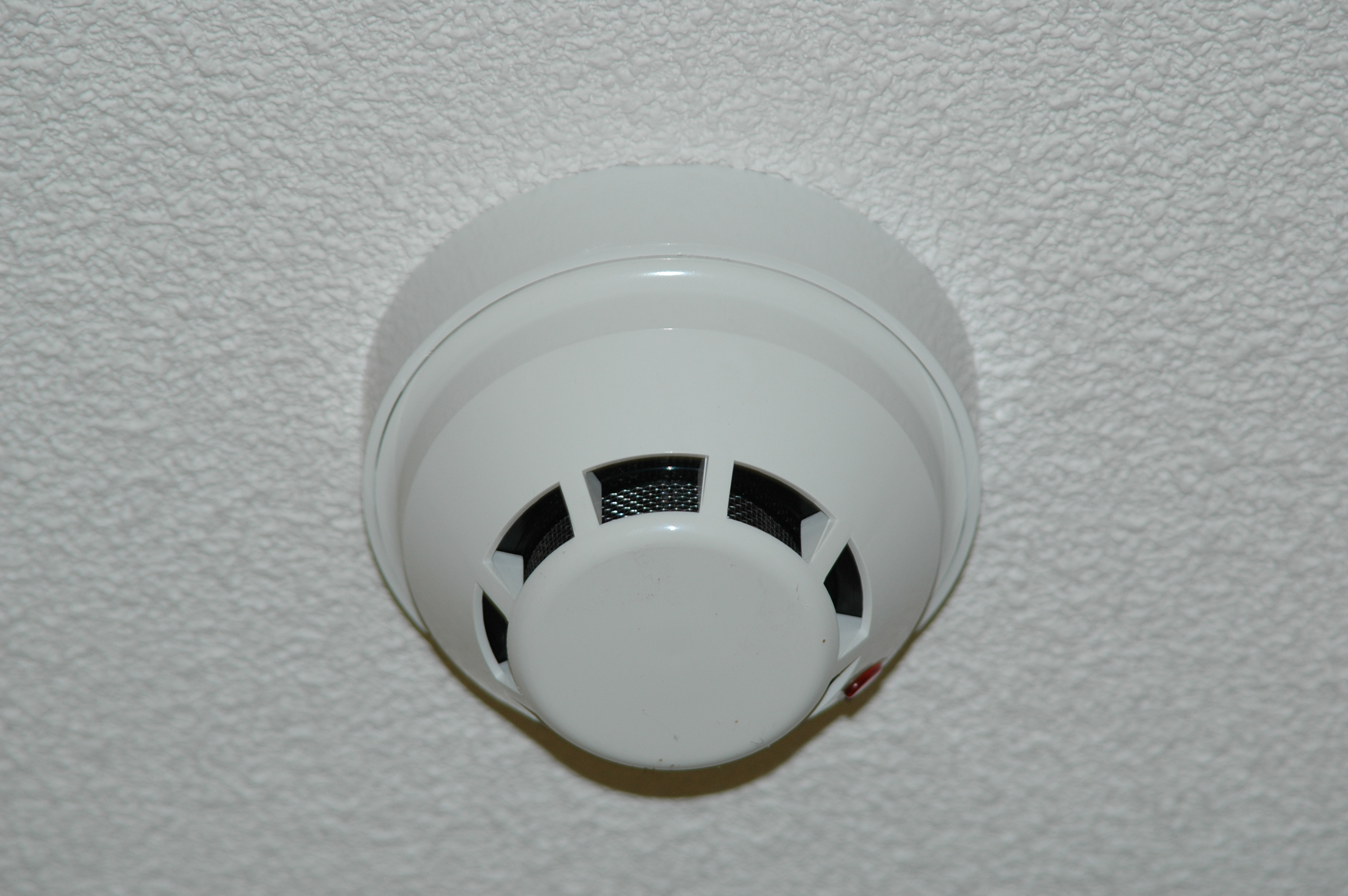
Detector de humo

- Detectores de humo/calor/monóxido de carbono: detectan dicho humo, calor o monóxido de carbono y envían una señal a la central procesadora, activando la alarma. Estos tipos de detectores pueden ir combinados de cualquier manera, adaptándose a las necesidades del inmueble a proteger. También pueden funcionar sin conectarlos directamente a un panel de alarma.

- Sensores inerciales o de vibración: están preparados para detectar golpes sobre una base. Se colocan especialmente en cajas fuertes, puertas y ventanas. Detectan el intento de forzar violentamente su apertura.

- Detectores de rotura de cristal: son detectores microfónicos, activados al detectar la frecuencia aguda del sonido de una rotura de un cristal.

- Detector de caída de personas: elemento inalámbrico que permite detectar desvanecimientos o caídas de personas. Aunque estos no se utilizan en sistemas de alarmas, se suelen utilizar en personas de tercera edad con problemas de movilidad.
- Pulsadores manuales: son accionados manualmente por un usuario cualquiera. Suelen ser de incendio.
- Sirena interior: dispositivo sonoro encargado de alertar de manera local la intrusión, incendio u otra situación de peligro dentro del domicilio protegido. La sirena interior resulta obligatoria de acuerdo con las normas europeas y americanas.

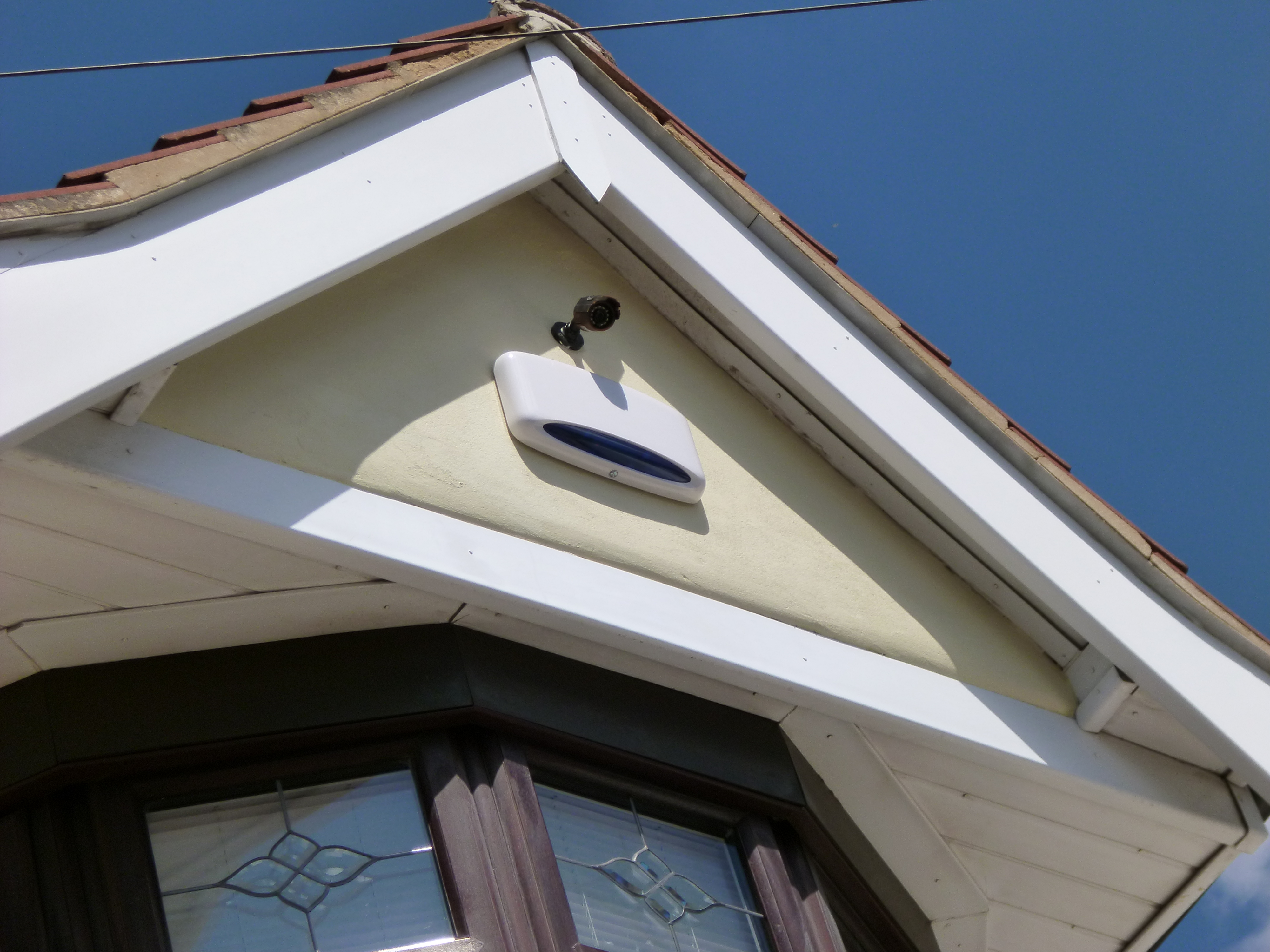
Sirena exterior

- Sirena exteriorSirena exterior: es el elemento electrónico más visible desde el exterior del inmueble protegido. Se trata de una sirena colocada dentro de un gabinete protector (de metal, policarbonato, etc.). Puede tener además diferentes sistemas luminosos que funcionan en conjunto con la disuasión sonora. También, algunas tienen uno o dos LEDs que parpadean permanentemente para una mayor disuasión, que se se suelen llamar «LEDs de confort». La sirena exterior es opcional y en algunos lugares desaconsejada. Aun así, es bastante útil, ya que advierte a los vecinos de la intrusión, y estos, pueden llamar a las autoridades correspondientes para reducir el tiempo de respuesta de estos.
- Sistemas de niebla[2] o de humo[3]: si se activa la alarma, el local se llenará rápidamente de niebla o humo mediante este tipo de sistemas. Son muy eficaces, ya que impiden la visión al intruso, impidiendo que se produzca el robo y expulsando al criminal inmediatamente.
- Carteles disuasorios: son placas o carteles (generalmente hechos con PVC) que se colocan en el exterior del inmueble para alertar a los posibles intrusos sobre el sistema de seguridad instalado en la propiedad, evitando así posibles robos.